# Nikola Kekić
Nikola Nino Kekić (ur. 17 stycznia 1943 w Starim Gradzie) – chorwacki duchowny katolicki rytu bizantyjskiego, biskup eparchii Kriżewczyński i tym samym głowa Chorwackiego Kościoła greckokatolickiego w latach 2009–2019, od 2019 biskup senior eparchii Kriżewczyńskiej.

## Życiorys
Nikola Kekić urodził się 17 stycznia 1943 w Stari Grad. Rozpoczął studia filozoficzno-teologiczne na Wydziale Teologii Katolickiej w Zagrzebiu, kończąc je w Rzymie na Papieskim Uniwersytecie Urbaniana, uzyskując licencjat z teologii oraz w Papieskim Instytucie Wschodnim (1983–1986), gdzie uzyskał licencjat z historii Kościoła. Święcenia prezbiteratu przyjął 1 listopada 1970 w kościele parafialnym w Sošice.
Po święceniach pełnił następujące funkcje: proboszcz w Mrzlo Polje; dyrektor Greckokatolickiego Centrum Duchowego w Karlovacu; proboszcz w Pribić; prorektor seminarium greckokatolickiego w Zagrzebiu i jednocześnie proboszcz konkatedry św. Cyryla i Metodego, a od 1990 rektor tegoż seminarium.
25 maja 2009 papież Benedykt XVI prekonizował go biskupem eparchii Kriżewczyńskiej. 4 lipca 2009 otrzymał chirotonię biskupią i odbył ingres do katedry św. Trójcy w Kriżewczy. Głównym konsekratorem był biskup Slavomir Miklovš – emerytowany eparcha Kriżewczyńskiej, zaś współkonsekratorami kardynał Josip Bozanić, arcybiskup metropolita Zagrzebia, i arcybiskup Mario Roberto Cassari, nuncjusz apostolski w Chorwacji. Jako zawołanie biskupie przyjął słowa „Bog je ljubav” (Bóg jest miłością).
18 marca 2019 papież Franciszek przyjął jego rezygnację z obowiązków biskupa eparchii Kriżewczyńskiej.